# Алипур
Алипур (англ. Alipore) — город в индийском штате Западная Бенгалия. Административный центр округа Южные 24 парганы. Расположен на берегах реки Хугли. Средняя высота над уровнем моря — 13 метров. По данным всеиндийской переписи 2011 года, в городе проживало 127 342 человека.